# Síndic d'Aran
El síndic d'Aran és el cap de govern de l'administració pròpia de la Vall d'Aran, el Consell General d'Aran.

## Funcions
Convoca i presideix el Conselh Generau d'Aran, té la representació legal i exerceix totes les atribucions que el Ple li delega i que no corresponen a aquest últim. És el president nat de tots els òrgans col·legiats i de les societats i les empreses dependents del Consell i té com a competències:
- Representar el Consell General.[1]
- Convocar les sessions del Consell General i fixar-ne l'ordre del dia, en el qual ha d'incloure els informes de la Comissió d'Oïdors de Comptes i, si escau, les propostes dels òrgans competents.
- Presidir les sessions del Consell, moderar els debats i dirimir els empats amb vot de qualitat.
- Delegar les seves funcions en els Consellers quan ho cregui convenient.
- Exercir la direcció superior del personal.
- Presidir subhastes i concursos.
- Ordenar els pagaments.
- Impulsar i supervisar l'activitat dels diferents òrgans del Consell i dels serveis de la seva competència.
- Vetllar pel compliment de les lleis i els reglaments en el territori de la Vall d'Aran.
- Exercir accions judicials i administratives en cas d'urgència.
- Ordenar la publicació dels acords del Consell General.
- Les que li atribueixin les Lleis, o les que expressament li delega el Ple del Consell General.
- Qualsevol altra que no sigui reservada al Ple General.

El síndic és elegit pels Consellers Generals, entre ells, en la sessió constitutiva del Consell General. Per a ésser elegit síndic, el candidat ha d'obtenir la majoria absoluta en la primera votació o la majoria simple en la segona. En cas d'empat, es procedeix a una tercera votació i si en aquesta es repeteix un altre cop l'empat, és elegit el candidat del partit, la coalició, la federació o l'agrupació que hagi obtingut més Consellers Generals, i, si persisteix l'empat, és elegit el candidat del grup, la coalició, la federació o l'agrupació que hagi obtingut més vots en el conjunt de la Vall d'Aran.

## Llista de síndics
| Partits polítics |
| ---------------- |
| CDA UDA UA PSC   |

| Nom | Nom                                                                      | Retrat                                                                   | Naixement i mort                                                         | Inici de mandat                                                          | Fi de mandat                                                             | Partit                                                                   |
| President del Consell Comarcal de Muntanya de la Vall d'Aran (1983-1988) | President del Consell Comarcal de Muntanya de la Vall d'Aran (1983-1988) | President del Consell Comarcal de Muntanya de la Vall d'Aran (1983-1988) | President del Consell Comarcal de Muntanya de la Vall d'Aran (1983-1988) | President del Consell Comarcal de Muntanya de la Vall d'Aran (1983-1988) | President del Consell Comarcal de Muntanya de la Vall d'Aran (1983-1988) | President del Consell Comarcal de Muntanya de la Vall d'Aran (1983-1988) |
| --- | ------------------------------------------------------------------------ | ------------------------------------------------------------------------ | ------------------------------------------------------------------------ | ------------------------------------------------------------------------ | ------------------------------------------------------------------------ | ------------------------------------------------------------------------ |
| | Joan Nart García                                                         |                                                                          | -                                                                        | 1983                                                                     | 9 de març de 1987                                                        | Unitat d'Aran-Partit dels Socialistes de Catalunya                       |
| | Hipólito Cristóbal Cruces Socasau                                        |                                                                          | -                                                                        | 9 de març de 1987                                                        | 9 de març de 1988 (1 any, 0 dies)                                        | Unitat d'Aran-Partit dels Socialistes de Catalunya                       |
| President del Consell Comarcal de la Vall d'Aran (1988-1991) |                                                                          |                                                                          |                                                                          |                                                                          |                                                                          |                                                                          |
| | Jusèp Calbetò Giménez                                                    |                                                                          | Vielha, 1937 23 de setembre de 2020                                      | 9 de març de 1988                                                        | 17 de juny de 1991 (3 anys, 100 dies)                                    | Convergència i Unió                                                      |
| L'any 1991 es crea el Conselh Generau d'Aran i l'actual càrrec de Síndic d'Aran. És des del mateix moment quan es comencen a comptabilitzar els Síndics de forma oficial. El dia on se celebraren les primeres eleccions al consell, el 17 de juny de 1991 ha estat declarat festa nacional de la Vall d'Aran. |                                                                          |                                                                          |                                                                          |                                                                          |                                                                          |                                                                          |
| | Maria Pilar Busquet i Medan                                              |                                                                          | Les, 23 de març de 1937 Barcelona, 13 de novembre de 2016                | 17 de juny de 1991                                                       | 12 de juliol de 1993 (2 anys, 25 dies)                                   | Convergència Democràtica Aranesa                                         |
| | Amparo Serrano Iglesias                                                  |                                                                          | -                                                                        | 12 de juliol de 1993                                                     | 7 de juny de 1995 (1 any, 330 dies)                                      | Unió Democràtica Aranesa                                                 |
| | Carlos Barrera Sánchez                                                   |                                                                          | Vielha, 3 de desembre de 1950 7 d'abril de 2022                          | 7 de juny de 1995                                                        | 18 de juny de 2007 (12 anys, 11 dies)                                    | Convergència Democràtica Aranesa                                         |
| | Francés Boya Alós                                                        |                                                                          | Les, 23 de gener de 1960                                                 | 18 de juny de 2007                                                       | 18 de juny de 2011 (4 anys, 0 dies)                                      | Unitat d'Aran                                                            |
| | Carlos Barrera Sánchez                                                   |                                                                          | Vielha, 3 de desembre de 1950 7 d'abril de 2022                          | 18 de juny de 2011                                                       | 18 de juny de 2019 (8 anys, 0 dies)                                      | Convergència Democràtica Aranesa                                         |
| | Francés Boya Alós                                                        |                                                                          | Les, 23 de gener de 1960                                                 | 18 de juny de 2019                                                       | 29 d'octubre de 2020 (2 anys, 133 dies)                                  | Unitat d'Aran                                                            |
| | Maria Vergés Pérez                                                       |                                                                          | 24 de maig de 1978                                                       | 29 d'octubre de 2020                                                     | En el càrrec (amb data 2/2025)                                           | Unitat d'Aran                                                            |